# Золка Первая
Золка Первая (кабард.-черк. Япэ Дзэлыкъуэ) — река в Республике Кабардино-Балкария. Протекает по территории Зольского района. Устье реки находится в 20 км по правому берегу реки Мокрая Золка. Длина реки составляет 13 км, площадь водосборного бассейна 43,6 км².
Берёт начало с северного склона Джинальского хребта. У восточной окраины села Зольское впадает в реку Мокрая Золка. Вдоль долины реки расположены сёла — Совхозное и Зольское.

## Данные водного реестра
По данным государственного водного реестра России относится к Западно-Каспийскому бассейновому округу, водохозяйственный участок реки — Кума от впадения реки Подкумок до Отказненского гидроузла. Речной бассейн реки — Бессточные районы междуречья Терека, Дона и Волги.
Код объекта в государственном водном реестре — 07010000612108200002000.